# Susanna Cicali
Susanna Cicali (Florencia, 12 de noviembre de 1992) es una deportista italiana que compite en piragüismo en las modalidades de aguas tranquilas y maratón. Su hermana Stefania compitió en el mismo deporte.
Ganó una medalla de plata en el Campeonato Mundial de Piragüismo de 2017 y dos medallas de plata en el Campeonato Europeo de Piragüismo, en los años 2022 y 2025.
En la modalidad de maratón obtuvo una medalla de bronce en el Campeonato Europeo de Piragüismo en Maratón de 2024. Además, consiguió una medalla de bronce en los Juegos Mundiales de 2025.

## Palmarés internacional
| Campeonato Mundial | Campeonato Mundial       | Campeonato Mundial | Campeonato Mundial |
| Año                | Lugar                    | Medalla            | Competición        |
| ------------------ | ------------------------ | ------------------ | ------------------ |
| 2017               | Račice (República Checa) | Medalla de plata   | K2 200 m           |
| Campeonato Europeo |                          |                    |                    |
| Año                | Lugar                    | Medalla            | Competición        |
| 2022               | Múnich (Alemania)        | Medalla de plata   | K1 5000 m          |
| 2025               | Račice (República Checa) | Medalla de plata   | K1 5000 m          |

| Campeonato Europeo | Campeonato Europeo | Campeonato Europeo | Campeonato Europeo |
| Año                | Lugar              | Medalla            | Competición        |
| ------------------ | ------------------ | ------------------ | ------------------ |
| 2024               | Poznań (Polonia)   | Medalla de bronce  | K1 (DC)            |